# 2128 Wetherill
2128 Wetherill eller 1973 SB är en asteroid i huvudbältet som upptäcktes den 26 september 1973 av den amerikanske astronomen Eleanor F. Helin vid Palomarobservatoriet. Den är uppkallad efter George W. Wetherill.
Asteroiden har en diameter på ungefär 8 kilometer.